# Meester van Le livre du sacre de Charles V

De Meester van Le livre du sacre de Charles V of Meester van het kroningsboek van Karel V is de noodnaam van een miniaturist die actief was in Parijs tussen 1350 en 1378. Hij kreeg zijn naam naar een verlucht handschrift dat het kroningsritueel van de Franse koningen beschreef en gemaakt werd naar aanleiding van de kroning van Karel V op 19 mei 1364. Deze meester maakte 38 miniaturen in dit handschrift. Het wordt nu bewaard in de British Library als Coton Ms. Tib. B VIII. Karel V schreef er eigenhandig zijn ex libris in met als datum 1365:
Ce livre du sacre des rois de France est a nous Charles le Ve de notre nom, roy de France, et le ﬁmes coriger, ordener, escrire et istorier l’an M.CCC.LX.V, Charles— Dit boek over de kroning van de koningen van Frankrijk is van ons, Charles de Ve met onze naam, koning van Frankrijk, en we lieten het verbeteren ordenen, schrijven en illustreren in het jaar M.CCC.LX.V, Charles
Deze anonieme meester wordt ook de Tweede meester van het atelier van de Meester van Le Remède de Fortune genoemd, naar de man waarbij hij misschien zijn opleiding kreeg en alleszins mee samenwerkte. Hij zou onder meer meegewerkt hebben aan de verluchting van de Poésies van Guillaume de Machaut (BnF, ms. français 1586). Hij werkte ook samen met de Meester van de Bijbel van Jean de Sy.
De meester schilderde in de realistische stijl van zijn meester. Zijn personages hebben uitgesproken trekken en hij toonde interesse voor het portretteren.

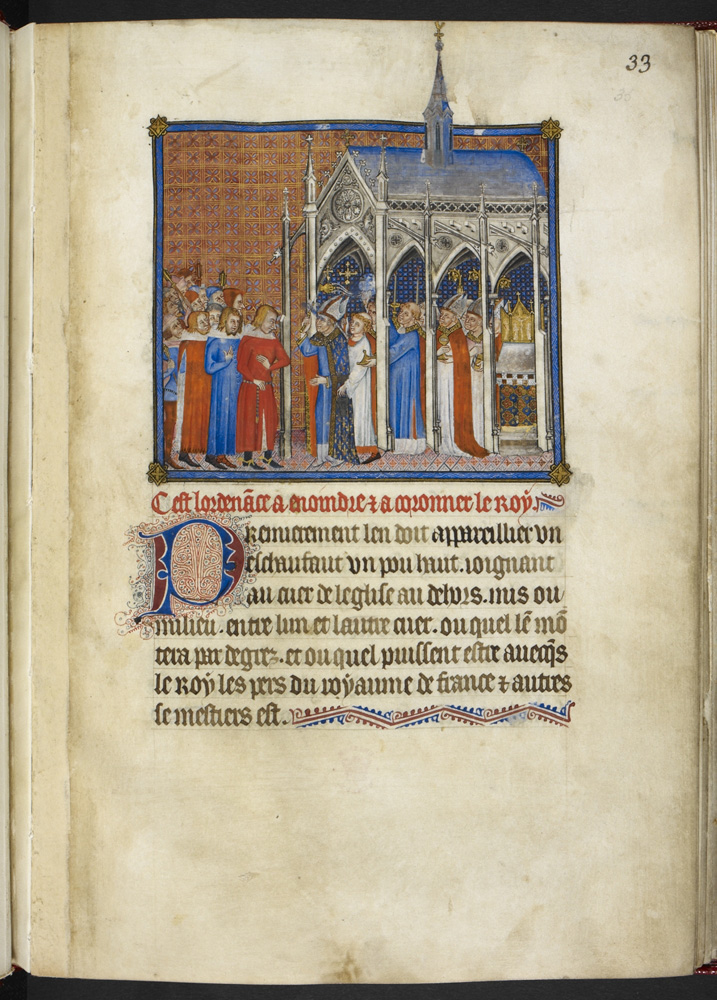
Le livre du sacre de Charles V, De koning wordt ontvangen door de kardinaal in de kathedraal van Reims

## Toegeschreven werken
- Poésies van Guillaume de Machaut, ca. 1355-1360, in samenwerking met de Meester van Le Remède de Fortune en de Meester van de Bijbel van Jean de Sy, BnF, fr.1586
- Historiebijbel van Jan II de Goede, ca. 1356, British Library, Royal Ms. 19 D. II[2]
- Historiebijbel, 1360-1365, Württembergische Landesbibliothek, Stuttgart, Cod. Bibl. 2° 6
- Livre des neuf juges, 1361, frontispice voor de dauphin Karel, Koninklijke Bibliotheek van België, Brussel, Ms.10319
- Kleine Historiebijbel van Karel V, 1363, BnF, Fr.5707[3]
- Livre du sacre de Charles V, 1365, BL, Cotton MS. Tib. B. VIII[4]
- Grote kronijke van Frankrijk van Karel V, 1370-1379 (f439r: de kroning van Karel V en zijn vrouw Jeanne de Bourbon en f480v: de begrafenisplechtigheid van de koningin), BnF fr. 2813

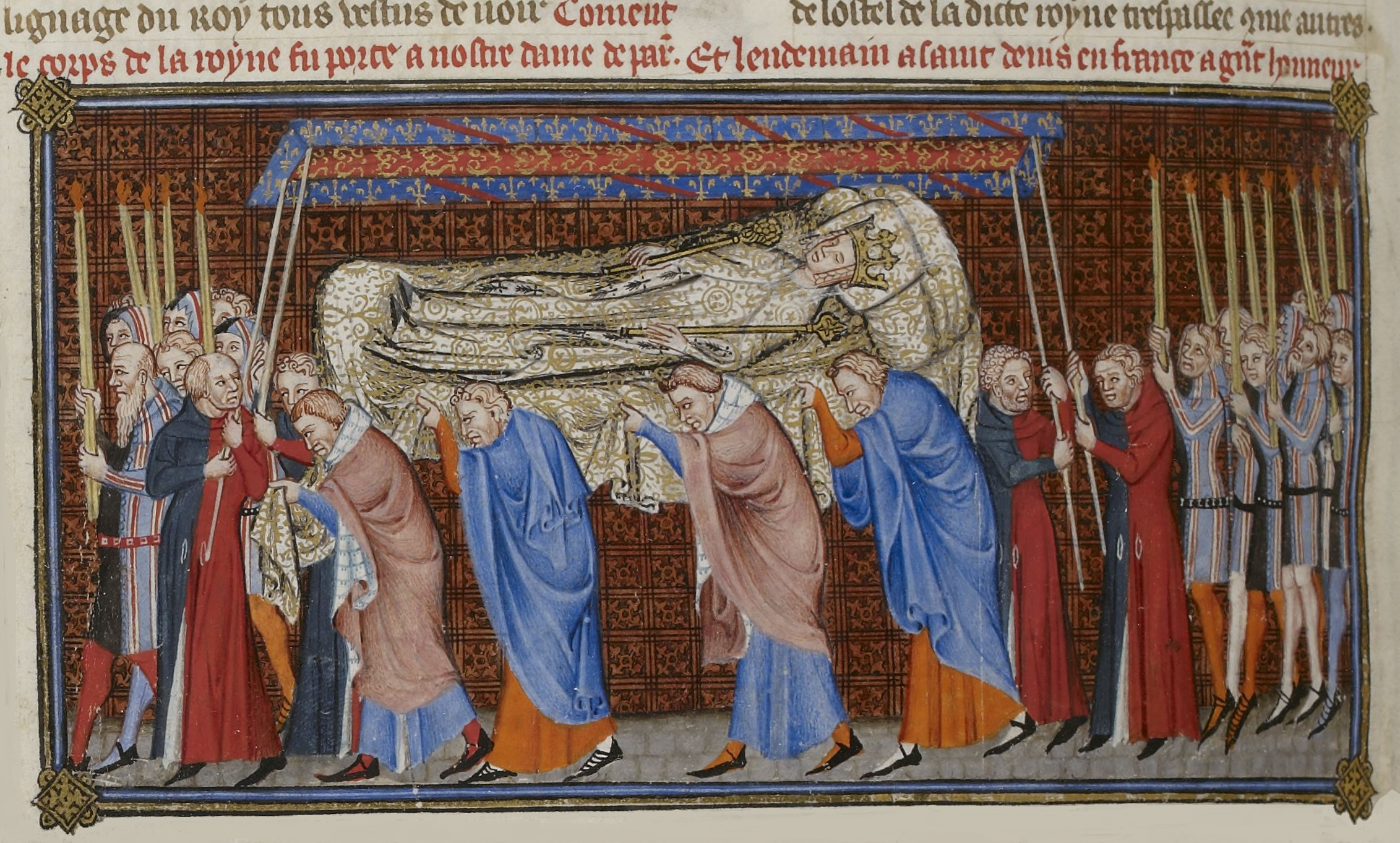
Grote kronijke van Frankrijk van Karel V, f480v, De begrafenis van Jeanne de Bourbon, echtgenote van Karel V.

- Manuscript van de Miroir historial van Vincent de Beauvais, BnF, NAF15941[5]
- Sint Augustinus, De civitate Dei, vertaald in het Frans door Raoul de Presles (Boek I-X), 1376-1377, Parijs, BnF, Français 22912
- Gebedenboek van Filips de Stoute, 1376-1378, 1451, Brussel, Koninklijke Bibliotheek van België [I] 11035-11037 en Cambridge, Fitzwilliam Museum, 003-1954
- Politica en Oeconomica van Aristoteles, ca. 1376, uit de collectie Waziers en de Koninklijke Bibliotheek van België, Mss.11201-2.[6]

- Bibliothèque nationale de France: cb15499882z (data)
- International Standard Name Identifier: 0000 0000 7065 4406
- Union List of Artist Names: 500053785
- Virtual International Authority File: 96038389